# Liste der Einträge im National Register of Historic Places im McDonald County

Lage des McDonald County in Missouri

Die Liste der Einträge im National Register of Historic Places im McDonald County in Missouri führt die Bauwerke und historischen Stätten im McDonald County auf, die in das National Register of Historic Places aufgenommen wurden.
| [ 3 ] | Name                           | Bild                           | Eintragsdatum        | Lage                                                  | Ort       | Beschreibung |
| ----- | ------------------------------ | ------------------------------ | -------------------- | ----------------------------------------------------- | --------- | ------------ |
| 1     | Pineville Site                 |                                | 1999 ID-Nr. 99000903 | Adresse nicht veröffentlicht                          | Pineville |              |
| 2     | Old McDonald County Courthouse | Old McDonald County Courthouse | 2012 ID-Nr. 12000251 | 400 North Main Street 36° 35′ 36,8″ N, 94° 23′ 0,5″ W | Pineville |              |
| 3     | Powell Bridge                  | Powell Bridge                  | 2011 ID-Nr. 11000215 | Südwestlich von Powell 36° 36′ 57″ N, 94° 10′ 56″ W   | Powell    |              |